# トロサ (小惑星)
トロサ (138 Tolosa) は、小惑星帯に位置する明るくて岩石質の小惑星の一つ。1874年5月19日にフランスの天文学者、アンリ・ジョセフ・ペロタンにより発見され、フランス・トゥールーズ地方のラテン語名にちなみ命名された。